# انحياز الدوريات العلمية المفتوحة
انحياز الدوريات العلمية المفتوحة هو انحياز العلماء إلى الاستشهاد بالمجلات الأكاديمية ذات الوصول المفتوح والبحث بين منشوراتها، أي المجلات التي تتيح عرض محتواها الكامل على الإنترنت بدون تكلفة مسبقة. يمكن للباحثين في بعض المجالات اكتشاف المقالات التي يتوفر محتواها الكامل على الإنترنت بسهولة والوصول إليها، مما يزيد من احتمالية قراءة المؤلفين لهذه المقالات والاستشهاد بها، وهي مسألة أُثيرت ودُرست لأول مرة بشكل أساسي عند ربطها بالبحث الطبي.
في سياق الطب المستند إلى الأدلة قد تكون المقالات المنشورة في المجلات باهظة الثمن التي لا تدعم ميزة الوصول المفتوح ولا تسمح بقراءة مضمونها بشكل مجاني فاقدة للدليل. يوجّه ذلك الانتباه بشكلٍ أكبر نحو المنشورات التي تكون مصادرها متوفرة بوضوح. قد يزيد انحياز الدوريات العلمية المفتوحة من عامل تأثير المجلات التي توفّر إمكانية الوصول المفتوح إلى محتواها بشكل مجاني على المجلات التي تمنع إمكانية الوصول المجاني.
انتهت إحدى الدراسات بنتيجة تؤكد تركيز المؤلفين في المجالات الطبية على الأبحاث المنشورة في المجلات التي توفّر سهولة الوصول إلى مضمونها على شبكة الإنترنت، وتجاهلهم للدراسات غير المتوفرة على الشبكة حتى لو كانت تتعلق بأبحاثهم بشكل مباشر، وبالتالي إدخال عنصر الانحياز في نتائج البحث الخاصة بهم.
يستنتج مؤلفو دراسة أخرى أن ميزة الوصول المفتوح هي ميزة تدل على الجودة وليست انحيازًا للجودة، ويختار المؤلفون بأنفسهم بين استخدام المقالات الأكثر استشهادًا والاستشهاد بها بمجرد أنه قد أصبح الوصول إليها سهل بعد الأرشفة الذاتية للوصول المفتوح. لن يزيد الوصول المفتوح من استخدام وفعّالية النصوص المتوفرة الغير صالحة للاستعمال كشواهد.
إن الانحياز المتاح غير الملائم ذو الصلة هو ميل الباحث إلى الاستشهاد بمقالات المجلات التي تحتوي على ملخص متاح عبر الإنترنت بسهولة أكبر من المقالات التي لا تحتوي على ملخص، ويؤثر هذا على عدد المقالات المقتبسة بشكل مشابه لانحياز الدوريات العلمية المفتوحة.